# 周楙謙
周楙謙（?—?），湖南省長沙府寧鄉縣人，清朝政治人物、同進士出身。
光緒二十年（1894年），参加光緒甲午科殿試，登進士三甲81名。同年五月，著交吏部掣签分发各省，以知县即用。